# 金特·普法夫
金特·普法夫（德語：Günther Pfaff，1939年8月12日—2020年11月10日），奥地利男子皮划艇运动员。他曾代表奥地利参加1964年、1968年、1972年和1976年夏季奥林匹克运动会皮划艇比赛，其中1968年奥运会获得一枚铜牌。